# Dirk van Hogendorp (1761–1822)
Dirk van Hogendorp (Heenvliet, 1761. október 13. – Rio de Janeiro, 1822. október 29.) gróf, holland tábornok, Gijsbert Karel van Hogendorp bátyja, ifj. Dirk van Hogendorp nagybátyja.

## Életrajza
Előbb a porosz seregben szolgált, majd a németalföldi gyarmatokban hivatalnokoskodott, 1803-ban pedig a holland kormány Szentpétervárra küldte követnek. 1807-ben hadügyminiszter, 1808-ban bécsi, 1809-ben berlini és 1810-ben madridi követ lett, amikor pedig Hollandiát Franciaországhoz csatolták (1811), a francia seregbe lépett és előbb Vilna, majd Hamburg kormányzója lett. Napóleon bukása után kivándorolt Braziliába. Érdekes emlékiratai, melyek 1813-ig terjednek, 1887-ben jelentek meg (Mémoires du général Hogendorp, Hága). Életrajzát megirta Sillem (Amsterdam, 1890).